# Vice-président de la république du Bénin
Le vice-président de la république du Bénin est le deuxième poste politique le plus élevé au Bénin. La vice-présidence a été créée par les amendements de 2019 apportés à la Constitution du Bénin. Le vice-président est élu en même temps que le président de la république lors des élections présidentielles.
La vice-présidence a été créée pour assurer la relève en cas de vacance à la présidence. Le vice-président peut se voir confier d'autres tâches par le président.

## Vice-présidents du Dahomey
| Titulaire                 | Début         | Fin           | Références |
| ------------------------- | ------------- | ------------- | ---------- |
| Sourou-Migan Apithy       | 1er août 1960 | 1963          | [ 3 ]      |
| Justin Ahomadégbé-Tomêtin | Janvier 1964  | Novembre 1965 | [ 4 ]      |

## Vice-présidents du Bénin
| Titulaire           | Début       | Fin         | Références |
| ------------------- | ----------- | ----------- | ---------- |
| Mariam Chabi Talata | 24 mai 2021 | en fonction | [ 5 ]      |